# Lac Lindu
Le lac Lindu est un lac tectonique situé dans le kabupaten de Donggala, dans la province indonésienne de Sulawesi central dans l'île de Sulawesi. Il se trouve dans le parc national de Lore Lindu.
Sa superficie est de 3 488 ha. Il se trouve à une altitude de 1 000 m.